# Авария Ил-18 в Архангельске
Авария Ил-18 в Архангельске — авиационная авария, произошедшая 27 августа 1966 года в Архангельском аэропорту Талаги. Авиалайнер Ил-18В Рижского ОАО авиакомпании «Аэрофлот» начинал регулярный пассажирский рейс SU-3772 по маршруту Рига — Архангельск — Ленинград, но при взлёте в Архангельском аэропорту Талаги лайнер резко повернул вправо. Вскоре лайнер выкатился за пределы ВПП и разрушился. Никто из 121 человека на борту — 114 пассажиров и 7 членов экипажа, не погиб, из выживших были ранены 10 человек. 

## Самолёт
Ил-18В с бортовым номером 75672 (заводской — 184007404, серийный — 074-04) был выпущен заводом ММЗ «Знамя Труда» в 1964 году, а затем передан Главному управлению гражданского воздушного флота, которое к 30 июня направило его в 62-й (1-й Рижский) авиаотряд Латвийского территориального управления гражданского воздушного флота. На момент происшествия авиалайнер имел 3042 часа налёта и 2297 посадок.

## Экипаж
Ил-18 пилотировал экипаж из 62-го лётного отряда, в состав которого входили 7 человек:
Командир воздушного судна (КВС) — Иван Яковлевич Нижник
Второй пилот — Станислав Юрьевич Фурманис
Штурман — Виктор Юрьевич Кауфман
Бортмеханик — Николай Егорович Козлов
Бортрадист — Моисей Исаакович Воронов
В салоне авиалайнера 114 пассажиров обслуживали  два бортпроводника
М. М. Ревта
С. Ф. Алимова

## Хронология событий

### Предшествующие осбстоятельства
27 августа 1966 года в Архангельском аэропорту Талаги приземляется рейс 3772, летящий из Риги в Ленинград с промежуточной остановкой в Архангельске, а рейс выполнял Ил-18В борт СССР-75552, на его борту находились 121 человек:  114 пассажиров (110 взрослых и 4 ребёнка) и 7 членов экипажа. Небо в это время было затянуто кучево-дождевыми и разорванно-дождевыми облаками высотой 630 метров, шёл дождь, видимость составляла 6 километров.

### Авария
Без каких-либо серьёзных оснований экипаж спешил с вылетом, и контрольную карту обязательных проверок прочли быстро и, по-видимому, формально. Далее, вырулив на мокрую (из-за дождя) ВПП, экипаж не стал останавливаться на исполнительном старте, а сразу в 14:07 начал взлёт по магнитному курсу 262°. В процессе разбега самолёт начал постепенно отклоняться вправо, тогда командир увидел, что рулевое управление застопорено. По инструкциям, в данной ситуации требовалось прекращать взлёт, но вместо этого командир попытался расстопорить рули. Однако его действия только усугубили ситуацию. Ил-18 врезался правой опорой шасси в сигнальный фонарь. От удара опора разрушилась, и самолёт стало разворачивать вправо. Командир тут же дал команду перевести режим двигателей на 0° (по указателям положения топливных рычагов), и бортмеханик успел её выполнить. В 1000 метрах от стартовой позиции самолёт вылетел с боковой полосы безопасности и помчался по земле. При движении по неровностям все опоры шасси разрушились. Авиалайнер врезался в землю, и двигатели № 2 и 4 от удара оторвались, а двигатель № 3 развернуло на 30°. Наконец, самолёт остановился под прямым углом (90°) к ВПП.
В происшествии были ранены 10 пассажиров, но никто не погиб. Сам самолёт был списан согласно приказу № 616 Министерства гражданской авиации от 23 сентября 1966 года.

## Причины
Нарушение требований контрольной карты со стороны КВС, что привело к взлёту с застопоренными рулями.
Другие причины: Растерянные и неправильные действия КВС, не прекратившего взлёт. Пассивность второго пилота. Плохое взаимодействие между членами экипажа.
— 